# 범어사 오방번
부산 범어사 오방번(釜山 梵魚寺 五方幡)은 부산광역시 금정구 청룡동, 범어사에 있는 조선시대의 장엄의식품이다. 2017년 2월 22일 부산광역시의 민속문화재 제18호로 지정되었다.

## 개요
범어사 오방번(梵魚寺 五方幡)은 부처와 보살의 위덕을 나타내고 도량(道場)을 장엄, 공양하기 위하여 사용하는 장엄의식품의 하나로, 오방번은 영가 천도재의 의식에는 인로왕보살번이 필수적이나 범어사 오방번은 구성 요소 상 다섯 개의 번으로 완존하고 있다. 범어사 오방번은 의식장엄체로서의 장중함이 확실히 크고, 번두와 번신, 번미, 오색다라니주머니, 다양한 기법으로 제작된 유수 등 조선시대 불번의 형태를 온전히 갖추고 있어 민속 자료적 가치도 다대하다. 그러므로 범어사 오방번은 부산광역시 민속문화재로 지정하여 보존할 가치가 있다고 생각된다.

## 같이 보기
- 범어사

## 참고 자료
- 범어사 오방번 - 국가유산청 국가유산포털